# ديبا مريم
ديبا مريم (بالإنجليزية: Deepa Miriam)‏ هي مغنية هندية، ولدت في 1981 في Mavelikkara ‏ في الهند.